# 40 a.C.
Il 40 a.C. (XL a.C. in numeri romani) è un anno  del I secolo a.C.

## Eventi

### Roma
- Guerra di Perugia: la città di Perugia, quartier generale di Lucio Antonio, si arrende ad Ottaviano: Lucio viene mandato come legato in Spagna, la madre Fulvia (altra organizzatrice della rivolta) parte per la Grecia, dove morirà, mentre la città di Perugia viene data alle fiamme. Trecento suoi cittadini illustri vengono uccisi in una cerimonia sacrificale in onore di Giulio Cesare.[1]
- Pace di Brindisi tra Ottaviano e Marco Antonio, che divide il mondo romano tra loro e Lepido: ad Antonio sarebbero andate le province orientali, ad Ottaviano quelle occidentali e Lepido avrebbe avuto l'Africa (assai meno importante).[1] L'accordo è cementato dal matrimonio tra Antonio e Ottavia minore, sorella di Ottaviano.
- Gaio Asinio Pollione viene nominato console.
- Gaio Sallustio Crispo finisce di comporre e pubblicare le sue due monografie storiche: Bellum Catilinae (o De Catilinae coniuratione) e il Bellum iugurthinum, iniziate nel 43 a.C.

### Giudea
- I Parti conquistano Gerusalemme. Giovanni Ircano II è rimosso dal potere, mentre Antigono II Asmoneo diviene re di Giudea sotto il controllo partico. Fasaele è catturato e si suicida in prigione.
- Erode il Grande, che si era rifugiato nella fortezza di Masada con la fidanzata Mariamne lasciando a Gerusalemme la prima moglie Doride e il figlio Antipatro, si reca a Roma, dove è nominato re della Giudea da Marco Antonio.

## Nati
- Alessandro Elio, sovrano egizio
- Cleopatra VIII, sovrana egizia

## Morti
- Asclepiade di Bitinia, medico greco antico (n. 129 a.C.)
- Gaio Claudio Marcello, politico romano (n. 88 a.C.)
- Cornificia, poetessa romana (n. 85 a.C.)
- Lucio Decidio Saxa, militare romano
- Tigellio, musicista e poeta romano
- Gaio Fuficio Fangone, militare romano
- Fasaele, sovrano
- Quinto Fufio Caleno, politico e militare romano
- Fulvia, nobildonna romana (n. 77 a.C.)
- Quinto Salvidieno Rufo Salvio, romano
- Tolomeo di Calcide, sovrano greco antico